# Sarah Orne Jewettová
Sarah Orne Jewettová, rozená Theodora Sarah Orne Jewettová (3. září 1849 South Berwick – 24. června 1909 South Berwick) byla americká spisovatelka, představitelka amerického literárního regionalismu. Jejím nejslavnějším románem je Země špičatých jedlí (The Country of the Pointed Firs, 1896). Nezaměřovala se na velké dějinné události, nýbrž na drobné každodenní dění. Pokoušela se zachytit prostou mluvu Nové Anglie, v níž slyšela, jak sama tvrdila, slabou ozvěnu angličtiny Chaucerovy doby. Tlumeným, precizním a realistickým stylem vytvářela portréty vesnických lidí. Hlásila se k literárnímu odkazu Gustava Flauberta.

## Život a dílo
Sarah Orne Jewettová se narodila a vyrůstala v Maine, poblíž městečka York. V dětství psala spíše verše, později preferovala prózu. Když jí bylo patnáct let, povšimla si výsměchu turistů venkovanům a rozhodla se svým psaním dokázat, že obyvatelé regionů na periferii nejsou neohrabaní hlupáci. Z amerických tvůrců ji ovlivnila především Harriet Beecher Stoweová. Své povídky publikovala Jewettová nejprve v časopise Atlantic Monthly. Prorazila povídkovou sbírkou Deephaven (1877). Následovaly dva romány, další sbírka povídek, jeden historický román a sbírka básní.

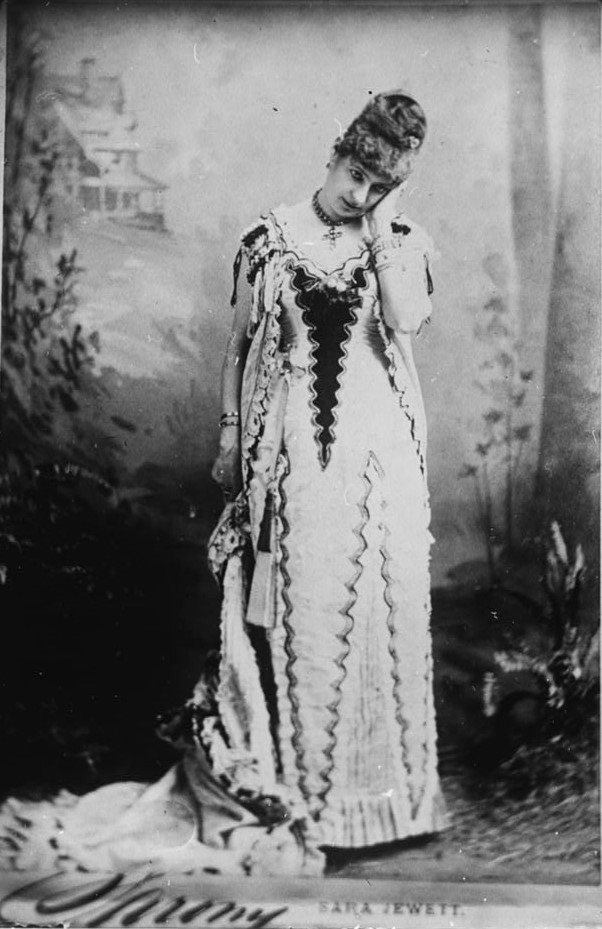
Portrétní fotografie Sary Orne Jewettové

Její dílo je v rámci americké literatury kritiky a historiky často hodnoceno jako „nevelké“, „pomenší“ nebo „delikátní“. Za nejvýznamnější z jejích děl bývá jednomyslně označován román Země špičatých jedlí (1896), v níž se návštěvník z města postupně seznamuje se zvyky a způsoby zapadlé komunity přístavní vesnice.
Po smrti svého otce v roce 1878 se Jewettová spřátelila se spisovatelkou Annie Adams Fieldsovou, o patnáct let starší manželkou básníka, redaktora a vydavatele Jamese Thomase Fieldse. Když Fieldsová ovdověla, trávily obě ženy spolu mnoho času a pravděpodobně navázaly milostný vztah. Žily spolu v takzvaném bostonském manželství. Obě ženy společně cestovaly po Evropě a nějakou dobu také pobývaly stranou společnosti v Bethlehemu, obci moravských bratří ve státě Pensylvánie.
Jewettová byla věřící křesťankou, byť nikoliv zapálenou, a v průběhu života se prostřednictvím Theophila Parsonse seznámila s učením Emmanuela Swedenborga. Jeho úvahy zabudovala do estetiky svých textů. Ovlivnil ji také Gustave Flaubert svou Paní Bovaryovou a Lev Nikolajevič Tolstoj.
V roce 1898 se Jewettová setkala v Londýně se spisovatelem Henrym Jamesem a on její dílo ocenil jako „pravdivé, přesné, elegantní a nikoliv přehnané“. Jejím blízkým přítelem byl rovněž významný literát a kritik William Dean Howells. Roku 1902 byla zraněna při nehodě povozu, což se natrvalo podepsalo na jejím zdraví i tvorbě. V roce 1909 utrpěla cévní mozkovou příhodu. Později téhož roku, 24. června 1909, zemřela na následky mozkového krvácení.
Z pozdějších tvůrců se k dílu Jewettové přihlásila Willa Catherová. Román Země špičatých jedlí uvedla jako jednu ze tří nejtrvanlivějších amerických knih, po boku Hawthornova Šarlatového písmena a Twainova Huckleberryho Finna.